# 田北浩章
田北 浩章（たきた ひろあき、1960年（昭和35年）8月16日 - ）は、日本の編集者、実業家。
株式会社東洋経済新報社代表取締役社長。

## 人物・経歴
大分県杵築市出身。大分県立杵築高等学校（31回生）卒業。1984年（昭和59年）慶應義塾大学経済学部を卒業し、東洋経済新報社入社。建設、医薬、証券、機械などの産業記者、『オール投資』『週刊東洋経済』の編集部を経て、1999年（平成11年）『ベンチャークラブ』編集長、2002年（平成14年）『週刊東洋経済』副編集長、2005年（平成17年）『会社四季報』編集長、2007年（平成19年）第1編集局次長兼証券部長、2008年（平成20年）企業情報部長を歴任。
2011年（平成23年）取締役、2020年（令和2年）専務。2022年（令和4年）12月22日付で代表取締役社長に就任。

## 略歴
- 1985年4月 - 株式会社東洋経済新報社 入社（編集局）
- 1999年2月 - 『ベンチャークラブ』編集長
- 2005年4月 - 『会社四季報』編集長
- 2006年12月 - 第一編集局次長
- 2011年10月 - 編集局長
- 2011年12月 - 取締役編集局長
- 2012年12月 - 取締役執行役員編集局長
- 2016年10月 - 常務取締役
- 2018年10月 - 常務取締役執行役員 ビジネスプロモーション局長兼デジタル事業本部長
- 2020年12月 - 専務取締役執行役員 ビジネスプロモーション局長
- 2021年10月 - 専務取締役
- 2022年12月 - 代表取締役社長

## 番組出演

### 現在
- テレビがっちりマンデー!!（TBS）コメンテーター（「僕たち上場しました」特集のみ）